# Односи Србије и Естоније
Односи Србије и Естоније су инострани односи Републике Србије и Естонске Републике.

## Билатерални односи
Дипломатски односи са Естонијом су успостављени 2001. године.
Амбасада Републике Србије у Хелсинкију (Финска) радно покрива Естонију.

### Политички односи
- Председник Естоније Томас Хендрик Илвес посетио је Србију октобра 2009. Узвратна посета бившег председника Србије Бориса Тадића реализована је септембра 2010.
- Министарство иностраних послова Естоније Урмас Пает посетио је Србију октобра 2008. и августа 2011. Бивши министар спољних послова Вук Јеремић је посетио Естонију марта 2010.[1]

### Економски односи
- У 2020. години вредност робне размене износила је преко 23 милиона долара. Од тога, наш извоз је био 9,44 милиона, a увоз 13,84 милиона УСД.
- У 2019. укупна робна размена је вредела више од 17 милиона УСД. Извоз из наше земље био је 8,44 милиона, а увоз 9,11 милиона долара.
- У 2018. години вредност робне размене износила је више од 13 милиона долара. Од тога, извоз РС био је 5,41 милион, а увоз 7,79 милиона УСД.[3][4]